# Cięcie nożem kuchennym dada przez ostatnią weimarską, spasioną piwem epokę kulturalną Niemiec
Cięcie nożem kuchennym dada przez ostatnią weimarską, spasioną piwem epokę kulturalną Niemiec (niem. Schnitt mit dem Küchenmesser Dada durch die letzte Weimarer Bierbauch-Kulturepoche Deutschlands) - fotomontaż autorstwa Hanny Höch z 1919 roku, o wymiarach 114 x 89,8 cm. Sygnowane w lewym dolnym rogu inicjałami HH. 
Własność Staatliche Museen zu Berlin (nr inw. NG 57/61). W 1961 roku muzeum wykupiło je od autorki za pośrednictwem Galerie Meta Nierendorf za fundusze zebrane z darowizn. 

## Opis
Jest to fotomontaż złożony z wycinków z gazet, reklam, fotografii oraz innych dokumentów, uzupełniony akwarelą. Dzieło łączy elementy fotomontażu z odbitek i kolażu kubistycznego. 
Praca przedstawia zbiór osobowości związanych z szeroko pojętą kulturą polityczną, społeczną i naukową Republiki Weimarskiej: polityków, gwiazdy kina, tancerki, sportowców, żołnierzy, asów myśliwskich, a nawet samych dadaistów. Pośród nich można rozpoznać m.in.: Wilhelma II, Paula von Hindenburga, Friedricha Eberta, Gustava Noske, Wolfganga Kappę, Karla Liebknechta (politycy Republiki Weimarskiej); Karla Marxa, Włodzimierza Lenina, Karola Radka (rosyjscy i radzieccy socjaliści); Alberta Einsteina (naukowiec kojarzony ze środowiskiem lewicowym); Raoula Hausmanna, Johna Heartfielda, Wielanda Herzfelde, George'a Grosza, Johannesa Baadera oraz samej Hanny Höch (dadaiści); Theodora Däublera Elsę Laskar-Schüler, Maxa Reinhardta, Käthe Kollwitz, Niddy Impekoven, Sent M'Ahesę i Astę Nielsen (tancerki, ludzie filmu, artyści niedadaistyczni). Postaci rozrzucone są po planszy bez określonej kompozycji ani hierarchii. Twarze niektórych osób są zniekształcone, inne mają głowy przyklejone do cudzych torsów. Wymieszane są elementy ciała kobiet i mężczyzn, dzieci i dorosłych. Szczególnie prześmiewczo potraktowana jest osoba cesarza Wilhelma II, któremu Höch intencjonalnie odbiera cesarski majestat. Dla przykładu, w jednym z ujęć, jego charakterystyczne wąsy zastąpiły pomniejszone sylwetki dwóch zapaśników. Oprócz ludzi, znajdują się tu też zwierzęta, m.in. słoń, konie, mrówka i okapi. Figury wymieszane są z urywkami tekstów, które oddają nerwową atmosferę tamtych czasów, np. Anti, Die Große (Wielka). Często pojawia się pośród nich wyraz dada. Tło stanowią zdobycze techniki, takie jak drapacze chmur, samoloty, lokomotywy, silniki i turbiny. W pracy dominują barwy brązowe, beżowe, szare oraz czarne z niewielką domieszką koloru niebieskiego.

### Tytuł
Cięcie w nazwie pracy można odnieść do techniki fotomontażu, w jakim została wykonana. Pojawiający się w tytule i powtarzający w samym dziele wyraz dada nawiązują do jednej z wersji o powstaniu nazwy kierunku. Według niej, słowo dada miało zostać wylosowane poprzez włożenie noża na chybił trafił między strony słownika j. francuskiego, a oznaczać miało błahostkę, dziecięcą zabawkę. Agata Grzych w swoim artykule opublikowanym w Dyskursie. Piśmie Naukowo-Artystycznym ASP we Wrocławiu zauważa, że berlińscy dadaiści założyli fikcyjną spółkę oferującą usługę podziału niemieckich landów. W jej interpetacji, cięcie kuchennym nożem dada może być też zawołaniem do samodzielnego zbudowania nowego systemu państwowego, albo szerzej: nowego porządku światowego. Samo pojęcie Kultur było wówczas elementem nacjonalistycznej propagandy prawicowej, wywyższającej kulturalne Niemcy nad inne zachodnie społeczeństwa. 

## Interpretacja

### W kontekście politycznym
Po raz pierwszy dzieło zostało zaprezentowane na Międzynarodowych Targach Dada w Berlinie w 1920 roku, gdzie było jednym z najlepiej przyjętych prac. Berlińską grupę dada połączyły m.in. wspólne, lewicowe poglądy. Ich twórczość była krytyczna wobec rządów Socjaldemokratycznej Partii Niemiec. Dwóch członków grupy, John Heartfield i George Grosz należeli do opozycyjnej wobec niej Komunistycznej Partii Niemiec. Postaci przedstawione na fotomontażu Höch, reprezentujące władze i kulturę Republiki Weimarskiej czasów SPD, są więc ukazane w sposób negatywny i prześmiewczy. Ich przypadkowe rozrzucenie po planszy uosabia chaos i kulturalną fragmentaryzację nowego państwa. Pośród nich jest m.in. pierwszy kanclerz Rzeszy Friedrich Ebert, który zlecił zabójstwo Róży Luksemburg i Karla Liebknechta (jeden z bohaterów dzieła), przywódców Związku Spartakusa, na bazie którego powstała KPN. Zdaniem dadaisty Hansa Richtera, wyrwanie postaci z ich pierwotnego kontekstu i obnażenie panującego wokół chaosu jest konieczne, żeby rozpocząć proces zmian. Jednocześnie zauważa, że Höch nie podaje w swoim kolażu alternatywnej idei. Agata Grzych wskazuje, że sama technika fotomontażu dadaistycznego tworzy obraz na tyle nieoczywisty, że pozostawia nieograniczone pole do interpretacji. Jej zdaniem nie wiemy gdzie kończy się zachwyt nowoczesnością, a gdzie zaczyna się sceptycyzm i ból. Podobnie niejednoznaczne jest umieszczenie na kolażu dadaistów. Grzych stawia pytanie, czy w kontekście dzieła są oni obiektem uwielbienia, czy jedynie trybikiem we współczesnym świecie. Podążając tą interpretacją, Grzych dochodzi do wniosku, że cięcie kuchennym nożem może być wymierzone w samą autorkę, która popełnia psychiczne hara-kiri. Historyczka sztuki dr Karen Barber z Uniwersytetu Missisipi twierdzi z kolei, że na fotomontażu Höch strefa dada jest wyraźnie oddzielona od strefy anty-dada. Tytułowe cięcie nożem jest według niej przeprowadzone od prawego dolnego do lewego górnego rogu kolażu. Barber rozwija swoją myśl, proponując podział pracy na cztery segmenty: anty-dada (prawy górny róg); świat dadaistów (prawy dolny róg); dada nie jest trendem artystycznym (lewy górny róg) oraz dołącz do dada (lewy dolny róg).

### Feministyczna
W prawym dolnym rogu fotomontażu zamieszczono mapę państw, w których kobiety wciąż nie mają praw wyborczych. Mapa uwzględnia omyłkowo Polskę, która przyznała prawa wyborcze swoim obywatelkom już w 1918 roku. Agata Grzych zauważa, że sam akt cięcia nożem jest powszechnie kojarzony z kobiecą wściekłością. W tytule dzieła atakuje ona coś spasionego piwem, co kojarzy się z kolei ze stereotypowo męskim brzuchem piwnym. Jednej z bohaterek dzieła, Käthe Kollwitz, cesarz Wilhem II odmówił nadania wyróżnienia za cykl rysunków tylko z uwagi na jej płeć. Jednakże jej umieszczenie na fotomontażu wskazuje na ostateczne zwycięstwo kobiet na drodze do niezależności - Kollwitz została podówczas pierwszą kobietą - profesorką Pruskiej Akademii Sztuk. Wyraźny podział ról społecznych (Kinder, Küche, Kirche) był jednym z elementów kultury republiki Weimarskiej, którą wyśmiewa artystka. W dominującym dyskursie początków nowej Rzeszy Niemieckiej, winą za chaos w państwie obarczano dopuszczenie kobiet do życia publicznego. Już sama rozpoznawalność Höch jako artystki dadaistycznej było aktem feministycznym, gdyż w I połowie XX wieku świat sztuki nadal był zdominowany przez mężczyzn. Przekaz ten wzmacnia życiorys artystki, która w chwili powstania fotomontażu była już niezależnie finansową kobietą. Co znamienne, Höch umieściła własną podobiznę właśnie ponad mapą praw wyborczych kobiet. Agata Grzych podkreśla, że obecne w kontekście dzieła morderstwo Róży Luksemburg było nie tylko egzekucją na oponentce politycznej, ale także na kobiecie, która wkroczyła w rzekomo zarezerwowany dla mężczyzn obszar polityki. Dostrzega ona kontrast między lekkimi, kobiecymi sylwetkami uchwyconymi w wyzwalającym, erotycznym tańcu a osadzonymi na ich ciałach dostojnymi głowami męskich władców. Kobieca spontaniczność jest stłumiona przez patriarchalne społeczeństwo. Podobny wydźwięk ma scena, która rozgrywa się w pobliżu górnej krawędzi obrazu. Mężczyzna próbuje wciągnąć kobietę do nowoczesnego świata, uosabianego przez drapacze chmur. Towarzyszy im napis Komm (chodź). Kobieta jest jednak przytrzymywana za nogę przez mężczyznę z drugiej strony. Zostaje pozbawiona możliwości samorealizacji. Grzych dostrzega tu analogię do sytuacji samej Höch w kręgu dadaistów, która była przez nich marginalizowana. Większość z nich nie chciała dopuścić jej prac na I Międzynarodowe Targi Dada. Do podobnych wniosków dochodzi dr Karen Barber. Opisuje, że kobiety na fotomontażu Hanny Höch poświęcają się czynnościom kojarzonym z poczuciem wolności, takimi jak taniec, jazda na łyżwach. Mężczyźni, którzy uzurpują sobie prawo do władania nad kobietą, sami jawią się jako bezwolni i zależni - stają na baczność, wykonują rozkazy. W jednym z fotomontaży, cesarz Wilhelm II stoi wsparty na barkach dwóch prominentnych polityków Weimaru (w tym ministra obrony Gustava Noske).

### W kontekście historii sztuki
Historyk sztuki Benjamin H. D. Buchloh interpretuje Cięcie nożem kuchennym... w kontekście ogólnej opozycji dadaizmu wobec zastanych kierunków w sztuce. Estetyka ekspresjonizmu i kubizmu jest tu zastąpiona antyestetyką. Pierwotnie, antysztuka dadaizmu była prześmiewczą odpowiedzią na europejską kulturę doby belle époque, która w konsekwencji doprowadziła do powszechnej tragedii jaką była I wojna światowa. Berlińska grupa dada, zawiązana już po wojnie, zatraciła ten pierwotny kontekst, zostawiając jednak antyestetykę jako główną cechę stylu. W ich przypadku szyderstwo było wymierzone już nie w XIX-wieczne, europejskie imperia, lecz w nowo utworzone, niestabilne, powojenne państwo. 
Buchloh wskazuje też na prace Höch jako jeden z pierwszych i zarazem najdoskonalszy przykład fotomontażu dadaistycznego. W Cięciu nożem kuchennym... pojawiają się już jego wszystkie elementy formalne, takie jak niezhierarchizowany układ figur przeplatanych z fragmentami tekstów. Fotomontaż dadaistyczny był pomyślany jako szyderstwo wobec kubizmu. Łącząc elementy kolażu kubistycznego z fotomontażem, odbierał dziełu jego kreatywność i autentyczność. Już sam człon wyrazu -montaż wskazuje nie na działanie artystyczne, lecz na odtwórczą produkcję dzieła. Zdaniem Agaty Grzych, prowadzi to do wniosku o potrzebie społecznego zaangażowania się artystów, w przeciwieństwie do praktyki XIX-wiecznej, w której malarze tworzyli sztukę dla sztuki. Fotomontaż dadaistyczny był także formą krytyki upowszechniania się kultury masowej. Wyśmiewał krzykliwe nagłówki popularnych gazet, umieszczając je w innym kontekście. To właśnie Hannah Höch wraz z Raoulem Hausmannem upowszechnili rok wcześniej technikę fotomontażu w kręgu dadaistów. Autorzy berlińskiej grupy dada podkreślali, że ich celem jest stworzenia dzieła ulotnego, niepodatnego na obróbkę przez narzędzia kultury masowej i marketingu. W późniejszym czasie Heartfield krytykował wczesne kolaże i fotomontaże dadaistyczne, wskazując, że ich skutkiem było de facto powstanie tradycyjnych dzieł sztuki, możliwych do wystawiania, handlowania nimi etc.